# Horde (Wildbeuter)
Als Horde (von turksprachig ordu „Feldlager“, siehe Wortherkunft und Bedeutungswandel) bezeichnet die Anthropologie und die Ethnologie eine kleine, selbständige soziale Gruppe von etwa 20 bis 100 Jägern und Sammlern (Wildbeutern), die zusammenleben und meist durch Abstammung oder Heirat untereinander verwandt sind.
Wildbeuterhorden bestehen oder bestanden aus mehreren Großfamilien, die als selbstversorgende Gemeinschaft leben und sich gemeinsam und gleichgestellt um Arbeit, Sicherheit, religiöse Rituale und Betreuung ihrer Kinder und Alten kümmern. Diese Form der sozialen und politischen Organisation wird als Hordengesellschaft bezeichnet und findet sich beispielsweise noch bei den San im südlichen Afrika (siehe auch Liste heutiger Jäger-und-Sammler-Völker).
Auch die Archäologie geht davon aus, dass die meisten Menschengruppen der Altsteinzeit in Horden organisiert waren, als „mobile Gruppen von Jägern und Sammlern“ oder „Wildbeuter“ bezeichnet. Mittlerweile wird zusätzlich dem Fischfang eine wichtige Bedeutung beigemessen, er kann als natürliche Ressource zur Vergrößerung von Gruppen und sogar zu einer gewissen Sesshaftigkeit geführt haben.

## Beschreibung
Eine Horde bestimmt sich als ethnische Gruppe vor allem durch folgende Eigenschaften:
- überschaubare Größe (25 bis etwa 100 Mitglieder, selten mehr, meist um die 50)
- ausgiebige Gegenseitigkeit der sozialen Beziehungen und Interaktionen (Verwandtschaft, Kultur des Schenkens)
- selbstgenügsame und selbstversorgende aneignende Wirtschaft (Jagen, Sammeln, Fischfang: Wildbeuter)
- geringe Mehrproduktion (Subsistenzwirtschaft)
- keine ausgeprägten Eigentumsbeziehungen
- ungefähre Gleichheit des Reichtums
- keine ausgeprägte soziale Unterscheidung oder Schichtung
- nur informelle Führerschaft
- Unmöglichkeit der Konzentration der Kontrolle über Ressourcen

Eine Horde hat zumeist eine nicht sesshafte, nomadisierende Lebensweise, die Gruppe muss zur Nutzung wild wachsender oder lebender Nahrungsquellen jahreszeitlich wandern. Dabei lebt sie in wechselnden Lagern (die ursprüngliche Wortherkunft von „Horde“), zu denen weitere Plätze wie etwa Schlachtorte oder Übergangslager, aber auch Plätze der Werkzeugherstellung kommen können, mit eigenen Unterkunfts- oder Unterschlupfmöglichkeiten. Arbeitsteilung besteht nur aufgrund von Alter, Fähigkeit und Geschlecht. Größere Horden können sich in örtliche Gruppen unterteilen (englisch local bands). Die gemeinsame Identität und der Gruppenzusammenhalt wird durch Rituale gepflegt und gefestigt.
Die Mitglieder einer Horde sind in der Regel familiär eng miteinander verbunden, entweder durch gemeinsame Abstammung verwandt oder durch Heirat verschwägert. Die einzige soziale Organisationsform bilden die Haushalts- und Wohngruppen, die sich relativ eigenständig selbstverwalten. Der soziale Status eines Mitglieds beruht entweder auf seiner Stellung innerhalb des Verwandtschaftssystems (etwa als Mutter, Bruder, Onkel) oder auf persönlichen Fertigkeiten und Fähigkeiten (etwa als großer Jäger).
Alle Hordenmitglieder sind einander gleichgestellt (egalitäre Gesellschaft), Horden bilden keine Machtstrukturen aus und haben keine formelle Führung (Herrschaftsfreiheit). Die Führung der Gruppe liegt meist in den Händen der älteren und ältesten Hordenmitglieder (Senioritätsprinzip). Führungspositionen werden je nach konkreter Aufgabe, Charisma und Befähigung verteilt, entsprechend besteht zwischen den Mitgliedern auch kein großer wirtschaftlicher Unterschied. Entscheidungen werden in gemeinsamer Übereinstimmung getroffen (Konsensprinzip). Es gibt keine schriftlichen Gesetze, in der Horde bestehende Sitten und Gebräuche werden mündlich überliefert.
Von der Horde unterscheidet sich ein „Stamm“ (englisch tribe) durch die viel größere Zahl an Familien und insgesamt hunderte oder tausende von Mitgliedern, er besitzt mehr soziale und politische Einrichtungen, beispielsweise einen oder mehrere Häuptlinge und einen Stammesrat. Bevor sich Stämme entwickelten, waren weite Teile der Kontinente von locker zusammengefügten ethnischen Gruppen oder Horden besiedelt. Die Existenz von Horden und Hordengesellschaften ist geschichtlich und archäologisch in mehreren Erdteilen und Klimazonen belegt, bevorzugt in spärlich besiedelten Gebieten. Aufgrund der Verbreitung moderner Staaten in aller Welt gibt es heute nur noch sehr wenige Hordengesellschaften oder Jäger- und Sammlerkulturen (siehe Liste heutiger Jäger-und-Sammler-Völker, sowie Indigene Völker in Wildnisgebieten, Isolierte Völker).

## Hordengesellschaft
Die Hordengesellschaft (englisch band society) wurde unter den Anthropologen, Geografen und Entdeckern des 19. Jahrhunderts als eine Anfangsstufe der soziokulturellen Entwicklung angesehen und zur Beschreibung von Jäger- und Sammlerkulturen benutzt (englisch hunter-gatherer bands). Der US-amerikanische Ethnologe Elman Service definierte in den 1960ern die Hordengesellschaft als ursprüngliche und einfachste Gesellschaftsform seines vierstufigen Entwicklungsmodells. Während das Modell heute als einseitig und evolutionistisch kritisiert wird, sind in der Ethnosoziologie und Politikethnologie die Bezeichnungen Horde und Hordengesellschaft zur Bestimmung der sozialen und politischen Organisation von selbstgenügsamen ethnischen Gruppen gebräuchlich. Die politische Herrschaftsform bei Hordengesellschaften wird als Akephalie bezeichnet („Herrschaftsfreiheit“). Der Historische Materialismus schreibt der Hordengesellschaft als „Urgesellschaft“ eine eigenständige Produktionsweise zu (Urkommunismus).
In dem Entwicklungsmodell von Elman Service folgt der Hordengesellschaft die Stammesgesellschaft als zweite Stufe der gesellschaftlichen Organisation.